# 500 Селінур
500 Селінур (500 Selinur) — астероїд головного поясу, відкритий 16 січня 1903 року Максом Вольфом у Гейдельберзі.